# Atletica leggera alla XXX Universiade - Mezza maratona maschile
La specialità della mezza maratona maschile all'Universiade di Napoli 2019 si è svolta il 13 luglio 2019.

## Risultati

### Individuale
| Posizione | Nome                     | Nazione        | Tempo    | Note                                     |
| --------- | ------------------------ | -------------- | -------- | ---------------------------------------- |
| Oro       | Akira Aizawa             | Giappone       | 1h05'15" |                                          |
| Argento   | Taisei Nakamura          | Giappone       | 1h05'27" |                                          |
| Bronzo    | Tatsuhiko Ito            | Giappone       | 1h05'48" |                                          |
| 4         | Edward Goddard           | Australia      | 1h06'20" |                                          |
| 5         | Iliass Aouani            | Italia         | 1h06'52" | Miglior prestazione personale stagionale |
| 6         | Shokhrukh Davlatov       | Uzbekistan     | 1h07'06" |                                          |
| 7         | Saffet Elkatmiş          | Turchia        | 1h07'07" |                                          |
| 8         | Alessandro Giacobazzi    | Italia         | 1h07'56" |                                          |
| 9         | Ferhat Bozkurt           | Turchia        | 1h08'37" |                                          |
| 10        | Lee Dong-jin             | Corea del Sud  | 1h08'54" |                                          |
| 11        | Ersin Tekal              | Turchia        | 1h09'03" |                                          |
| 12        | Park Min-ho              | Corea del Sud  | 1h09'14" |                                          |
| 13        | Jacob Simonsen           | Danimarca      | 1h09'17" |                                          |
| 14        | Mokofane Kekana          | Sudafrica      | 1h09'23" |                                          |
| 15        | Wong Wan Chun            | Hong Kong      | 1h09'42" |                                          |
| 16        | Wang Hao                 | Cina           | 1h09'51" |                                          |
| 17        | Frederik Ernst           | Danimarca      | 1h10'05" |                                          |
| 18        | Abdesl Meguellati Elokki | Algeria        | 1h10'21" |                                          |
| 19        | Krilan Le Bihan          | Francia        | 1h10'28" |                                          |
| 20        | Bryce Anderson           | Australia      | 1h10'41" |                                          |
| 21        | Gonzalo Parra            | Messico        | 1h11'04" |                                          |
| 22        | Anthony Timoteus         | Sudafrica      | 1h11'06" |                                          |
| 23        | Martin Olesen            | Danimarca      | 1h11'07" |                                          |
| 24        | Thamsanqa Khonco         | Sudafrica      | 1h12'57" |                                          |
| 25        | Dani Reyes               | Messico        | 1h13'04" |                                          |
| 26        | Park Jung-woo            | Corea del Sud  | 1h13'24" |                                          |
| 27        | Kushmesh Kumar           | India          | 1h14'38" |                                          |
| 28        | Maxim Raileanu           | Moldavia       | 1h15'05" |                                          |
| 29        | Timothy Ongom            | Uganda         | 1h18'03" |                                          |
| 30        | Brian Wangwe             | Uganda         | 1h20'20" |                                          |
| 31        | Aqeel Al-Ammari          | Arabia Saudita | 1h23'34" |                                          |
| 32        | Mohammed Madkhli         | Arabia Saudita | 1h25'25" |                                          |
|           | Lachlan Cook             | Australia      | dnf      |                                          |
|           | Bandar Hassan            | Arabia Saudita | dnf      |                                          |
|           | Duo Bujie                | Cina           | dq       |                                          |
|           | Peng Jianhua             | Cina           | dq       |                                          |
|           | Moses Longwe             | Malawi         | dns      |                                          |
|           | Edwin Mpozza             | Uganda         | dns      |                                          |

### Squadre
| Posizione | Nazione                                                     | Tempo    | Note |
| --------- | ----------------------------------------------------------- | -------- | ---- |
| Oro       | Giappone Akira Aizawa Taisei Nakamura Tatsuhiko Ito         | 3h16'30" |      |
| Argento   | Turchia Saffet Elkatmiş Ferhat Bozkurt Ersin Tekal          | 3h24'47" |      |
| Bronzo    | Danimarca Jacob Simonsen Frederik Ernst Martin Olesen       | 3h30'29" |      |
| 4         | Corea del Sud Lee Dong-jin Park Min-ho Park Jung-woo        | 3h31'32" |      |
| 5         | Sudafrica Mokofane Kekana Anthony Timoteus Thamsanqa Khonco | 3h33'26" |      |